# Bruine maki
De bruine maki of zwartkopmaki (Eulemur fulvus) is een zoogdier uit de familie van de maki's (Lemuridae). De wetenschappelijke naam van de soort werd voor het eerst geldig gepubliceerd door Étienne Geoffroy Saint-Hilaire in 1796. Deze halfapen zijn endemische dieren op het eiland Madagaskar.

## Beschrijving

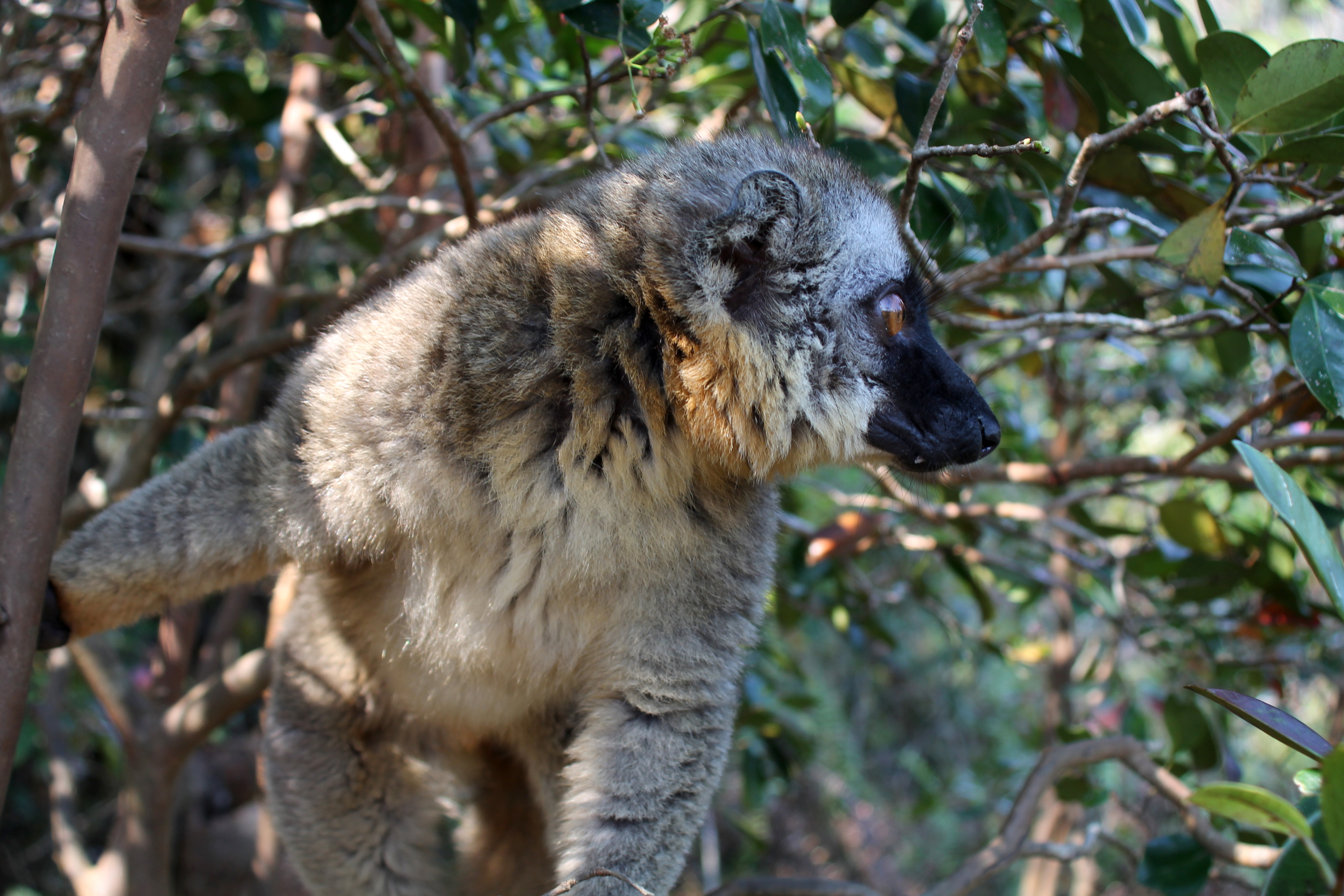
Het vrouwtje heeft een minder grote zwarte koptekening.

Een volwassen bruine maki een kop-romplengte van 43 tot 50 cm, een staartlengte van 41 tot 51 cm en een lichaamsgewicht van 2 tot 3 kg. De vacht is kortharig en overwegend bruin tot grijsbruin van kleur. Het gezicht en de snuit en de vacht op de kop zijn donkergrijs of zwart, met bleekwitte vlekken bij de wenkbrauwen. Het vrouwtje heeft een minder grote zwarte tekening op het gezicht, bij haar loopt het zwart van de neusbrug tussen de ogen tot de snuit. De ogen zijn oranje tot rood.

## Verspreiding en leefgebied
Er zijn vier populaties, drie op het hoofdeiland, twee in het westen en een in het oosten (zie verspreidingskaart). Daarnaast bestaat er een populatie op het eilandje Mayotte tussen Madagaskar en Mozambique. Mogelijk is deze populatie ontstaan door introductie door de mens.
De bruine maki leeft in vochtige bergbossen en regenwouden in het oosten en in de drogere bossen in Noordwest-Madagaskar.
Het is een bosbewoner die voornamelijk overdag actief is. Hij zoekt zijn voedsel in boomkruinen, waaronder vooral vruchten, jonge bladeren, verder insecten zoals cicaden en spinnen maar ook boombast en rode klei. De bruine maki komt ongeveer 2% van de tijd op de grond en spendeert de meeste tijd hoog in de bomen.
De bruine maki leeft in familiegroepjes, bestaande uit 5 tot 12 individuen. Volgens schattingen leven er 40 tot 60 dieren per km².
Na een draagtijd van 120 dagen wordt meestal één jong geboren, er zijn meldingen van tweelingen. Na vier tot vijf maanden zijn de jongen zelfstandig en na 1,5 jaar zijn ze volwassen. Ze kunnen meer dan 30 jaar oud worden.

## Bedreigingen
De bruine maki heeft te maken met de vernietiging van zijn leefgebied door ontbossingen voor de productie van houtskool en illegale houtkap. Ook wordt er op gejaagd; jacht is een toenemend probleem, soms worden hele groepen bruine maki's gevangen. De populaties zijn gemiddeld met 30% afgenomen over een periode van 24 jaar. Daarom staat de bruine maki als kwetsbaar op de internationale rode lijst.